# Combinada nòrdica als Jocs Olímpics d'hivern de 1960
Als Jocs Olímpics d'Hivern de 1960 celebrats a la ciutat de Squaw Valley (Estats Units) es disputà una prova de combinada nòrdica en categoria masculina. La competició se celebrà entre els dies 21 (prova de salt amb esquís) i el 22 de febrer (prova de 15 quilòmetres d'esquí de fons) de 1960 a les instal·lacions esportives de Squaw Valley.

## Comitès participants
Hi participaren un total de 33 biatletes de 13 comitès nacionals diferents.
| - Alemanya (4) - Àustria (1) - Austràlia (1) - Canadà (2) - Estats Units (4) |  | - Finlàndia (4) - Itàlia (1) - Japó (4) - Noruega (4) |  | - Polònia (1) - Suècia (2) - Txecoslovàquia (1) - Unió Soviètica (4) |

## Resum de medalles
| Or          | Argent         | Bronze          |
| Georg Thoma | Tormod Knutsen | Nikolai Gusakov |

## Medaller
| Posició | País           | Or | Argent | Bronze | Total |
| 1       | Alemanya       | 1  | 0      | 0      | 1     |
| 2       | Noruega        | 0  | 1      | 0      | 1     |
| 3       | Unió Soviètica | 0  | 0      | 1      | 1     |
|         |                |    |        |        |       |
| Total   | Total          | 1  | 1      | 1      | 3     |

## Resultats
| Posició | Esquiador         | Punts   |
| ------- | ----------------- | ------- |
| 1       | Georg Thoma       | 457,952 |
| 2       | Tormod Knutsen    | 453,000 |
| 3       | Nikolai Gusakov   | 452,000 |
| 4       | Pekka Ristola     | 449,871 |
| 5       | Dmitry Kochkin    | 447,694 |
| 6       | Arne Larsen       | 444,613 |
| 7       | Sverre Stenersen  | 438,081 |
| 8       | Lars Dahlqvist    | 436,532 |
| 9       | Paavo Korhonen    | 434,984 |
| 10      | Bengt Eriksson    | 433,710 |
| 11      | Gunder Gundersen  | 433,048 |
| 12      | Mikhail Pryakin   | 432,952 |
| 13      | Günter Flauger    | 432,742 |
| 14      | Enzo Perin        | 432,290 |
| 15      | Yosuke Eto        | 429,984 |
| 16      | Leonid Fyodorov   | 427,548 |
| 17      | Rainer Dietel     | 426,645 |
| 18      | Vlastimil Melich  | 425,097 |
| 19      | Józef Karpiel     | 419,984 |
| 20      | Martin Körner     | 416,645 |
| 21      | Alois Leodolter   | 414,984 |
| 22      | Ensio Hyytiä      | 414,758 |
| 23      | Martti Maatela    | 412,000 |
| 24      | Akemi Taniguchi   | 409,226 |
| 25      | Irvin Servold     | 399,565 |
| 26      | Alfred Vincelette | 395,274 |
| 27      | Theodore Farwell  | 386,694 |
| 28      | Clarence Servold  | 382,710 |
| 29      | John Cress        | 375,306 |
| 30      | Craig Lussi       | 361,919 |
| 31      | Hal Nerdal        | 332,387 |
| -       | Rikio Yoshida     | NF      |
| -       | Takashi Matsui    | NF      |

NF = no finalitzà